# Кларенс Вайт
Кларенс Вайт (англ. Clarence White, при нар. Clarence Joseph LeBlanc; 7 червня 1944 — 15 липня 1973) — американський блюграс та кантрі гітарист, співак. він найкраще відомий як учасник блюграсового ансамблю Kentucky Colonels та рок-гурту The Byrds, а також за те, що він був піонером музичного жанру кантрі-рок наприкінці 1960-х.
Вайт також широко працював як сесійний музикант, з'являючись у записах Everly Brothers, Джо Кокера, Рікі Нельсона, Пета Буна, The Monkees, Ренді Ньюмана, Джина Кларка, Лінди Ронстадт, Арло Гатрі, і Джексона Брауна серед інших. Разом із постійним співробітником Джином Парсонсом він винайшов B-Bender, аксесуар для гітари, який дозволяє гравцеві механічно згинати струну B на цілий тон і наслідувати звучання гітари з педалю. У 2016 році Уайт був включений до Зали слави Міжнародної музичної асоціації блюграсс.

## Ранні роки
Кларенс Джозеф Леблан народився 7 червня 1944 року в Льюїстон (Мен). Сім'я Лебланів, які пізніше змінили прізвище, були франко-канадського походження та походили з Нью-Брансвіка, Канада.Батько Кларенса грав на гітарі, банджо, скрипці, губній гармошці, завдяки чому його нащадки виросли в оточенні музики. Вундеркінд, Кларенс почав грати на гітарі у віці шести років. У такому юному віці він ледве міг тримати інструмент і в результаті ненадовго перейшов на гавайську гітару, чекаючи моменту, коли його молоді руки стануть достатньо великими, щоб впевнено впоратися з гітарою.
в 1954, коли хлопчику було 10 років, сім'я Вайтів переїхала до Бербанк (Каліфорнія), і після цього, Кларенс приєднався до своїх братів Роланда та Еріка (які грали на мандоліні та банджо відповідно) у тріо під назвою Three Little Country Boys. Незважаючи на те, що спочатку вони грали сучасну музику кантрі, незабаром група переключилася на репертуар виключно з блюграсом, що стало результатом зростаючого інтересу Роланда до цього жанру.
У 1957 році банджист Біллі Рей Латем і гравець Dobro ЛеРой Мак були додані до складу, а незабаром після цього група перейменувала себе в Country Boys. Потім вони також додали басиста Роджера Буша до гурту.

## The Kentucky Colonels
Після запису дебютного альбому Country Boys група змінила назву на Kentucky Colonels у вересні 1962 року за пропозицією кантрі-гітариста та друга Джо Мафіса. Альбом гурту був випущений Briar International під назвою The New Sound of Bluegrass America на початку 1963 року.
Приблизно в цей час гітарний стиль Кларенса став значно помітнішою частиною музики групи. Після відвідування виступу Дока Ватсона в фольклорному клубі Ash Grove в Лос-Анджелесі, де він також познайомився з гітаристом, Кларенс почав досліджувати можливості ролі акустичної гітари в блюграсі. У той час гітара в основному вважалася ритмічним інструментом у блюграсі, і лише деякі виконавці, такі як Док Ватсон, досліджували її потенціал для соло. Вайт незабаром почав інтегрувати елементи стилю гри Вотсона, включаючи використання відкритих струн і синкопу, у свою власну техніку гри на гітарі. Його захоплююча дух швидкість і віртуозність гри на інструменті значною мірою сприяли тому, що гітара стала провідним інструментом серед блюграсу.
У цей період Kentucky Colonels стали добре відомими на блюграс-трасі та зробили багато живих виступів по всій Каліфорнії та Сполучених Штатах. У період між замовленнями з Colonels Уайт також виступив гостем на альбомі Еріка Вайсберга та Маршалла Брікмана New Dimensions in Banjo & Bluegrass, який буде перевидано в 1973 році як альбом із саундтреком до фільму «Визволення» (з версією Вайсберга та Стіва Манделла «Dueling Banjos» додано до списку треків альбому).
Незважаючи на те, що вони успішно записувалися, Colonels ставало дедалі важче заробляти на життя через спад популярності відродження американської народної музики внаслідок британського вторгнення та домашніх фолк-рок виконавців, таких як The Byrds і Боб Ділан. У результаті Colonels перейшли на електричні інструменти і найняли барабанщика. Незважаючи на ці зміни, Kentucky Colonels розпалися як група після виступу 31 жовтня 1965 року. Кларенс, Роланд і Ерік молодший сформували новий склад Colonels у 1966 році разом із кількома іншими музикантами, але ця друга версія групи була недовгою, і на початку 1967 року вони розпалися.
Після розпаду гурту Вайт займався сесійною роботою з 1966—1968 роки.

## Nashville West
До середини 1967 року Вайт почав виступати вночі в гурті The Reasons (він же Nashville West), до складу якого входили басист Вейн Мур, а також Парсонс і Гілбо (як банджіст, який став барабанщиком і вокалістом відповідно). Гурт переважно працював у клубі Nashville West в Ель-Монте, штат Каліфорнія, часто запозичуючи назву клубу як свою власну. Критик Ерік Хейдж сказав, що за роки свого заснування гурт став легендарним як один із перших, хто грав бездоганну суміш кантрі та року, хоча група L.A. International Submarine Band, у якій виступав піонер кантрі-року. Грам Парсонс (не має відношення до Джина) також досліджував подібний звук одночасно.
Згодом у 1979 році було випущено живий запис Nashville West, який історик музики Річі Унтербергер пізніше описав як «значний історичний інтерес для всіх, хто цікавиться корінням кантрі-року». Унтербергер також зазначив, що запис показує, що Нешвілл Вест має «більше впливу електричного року, ніж більшість кантрі-виконавців того часу». Окрім того, що він був учасником Нешвіл Вест, Уайт також був учасником іншої кантрі-барської групи. що регулярно грав у клубі Nashville West під назвою Roustabouts.
У липні 1967 року Вайт підписав контракт із звукозаписним лейблом Гарі Пакстона Bakersfield International і випустив пару сольних синглів: «Tango for a Sad Mood» з «Tuff and Stringy» і «Grandma Funderbunks Music Box» з «Riff Raff». Повідомляється, що він також записав сольний альбом для лейблу, хоча він так і не був випущений.

## The Byrds
Після відходу Грема Парсонса, наприкінці липня 1968 року Макгвінн і Хіллман вирішили залучити відомого сесійного гітариста Кларенса Уайта як постійного учасника гурту. Вайт, який грав на гітарі в стилі кантрі для кожного альбому Byrds, починаючи з альбому Younger Than Yesterday 1967 року, був залучений за пропозицією Хіллмана як людина, яка могла б впоратися зі старим рок-репертуаром гурту та їхнім новим кантрі-орієнтованим матеріалом. Невдовзі після вступу в групу Уайт почав висловлювати невдоволення барабанщиком Кевіном Келлі і незабаром переконав Макгвінна та Хіллмана замінити його на Джина Парсонса (не має відношення до Грема), з яким Уайт раніше грав у кантрі-рок-гурті Nashville West.
Як єдиний оригінальний учасник гурту, який залишився, Роджер Макгвінн вирішив найняти басиста Джона Йорка на заміну Гіллману. Йорк раніше був учасником квінтету сера Дугласа, а також працював сесійним музикантом з Джонні Ріверсом і Mamas & the Papas. У жовтні 1968 року новий склад увійшов до Columbia Studios у Голлівуді, щоб розпочати запис альбому Dr. Byrds & Mr. Hyde з продюсером Бобом Джонстоном. Під час сесій гурт зіставляв своє нове звучання кантрі-року з більш психоделічним матеріалом, надаючи альбому стилістичного роздвоєння особистості, про що згадувалося в його назві. У зв'язку з нещодавніми змінами у складі гурту Макгвінн вирішив, що для шанувальників групи буде надто заплутано почути незнайомі голоси Уайта, Парсонса та Йорка, які виступають на цьому етапі, і тому вони були відведені до бек-вокалу на альбом. Як наслідок, Dr. Byrds & Mr. Hyde є унікальним у попередньому каталозі The Byrds, оскільки Макгвінн виконує головну роль у кожному треку.
Альбом був випущений 5 березня 1969 року і отримав загалом позитивні відгуки, але в Америці став альбомом з найнижчим рейтингом у кар'єрі The Byrds, досягнувши 153 місця в чартах альбомів Billboard. Однак у Великій Британії альбом отримав набагато кращі результати, де він отримав схвальні відгуки та досяг 15 місця. Кілька треків, у тому числі інструментальна «Nashville West» і традиційна пісня «Old Blue», містять звук StringBender, розробленого Парсонсом і Уайтом (також відомого як B-Bender), винахід, який дозволив Вайту дублювати звук педальної гітари на своєму Fender Telecaster. Характерне звучання StringBender стало характерним для музики гурту під час перебування Вайта на посаді.
Після цього, гурт записав ще кілька альбомів, які були «слабші», ніж Dr. Byrds & Mr. Hyde. 24 лютого 1973 року, Макгвінн скасував концертні зобов'язання, що залишилися, і розпустив гастрольну версію The Byrds, щоб звільнити місце для возз'єднання оригінальної п'яти. однокомпонентний склад гурту.

## Смерть
Через п'ять місяців гітарист Кларенс Вайт був убитий п'яним водієм рано вранці 15 липня 1973 року.
Аварія сталася трохи пізніше другої години ночі, коли він і його брат Роланд завантажували обладнання в машину в Палмдейлі, Каліфорнія, після концерту White Brothers. Грам Парсонс був особливо вражений його смертю; він співав пісню «Farther Along» на похоронах Вайта, а пізніше задумав свою останню пісню (перед своєю смертю), «In My Hour of Darkness», як часткову данину пам'яті Уайту.
У Кларенса Вайта залишилися брати Роланд і Ерік, сестри Джоанна і Розмарі, а також його єдина донька Мішель.